# Claytosmunda

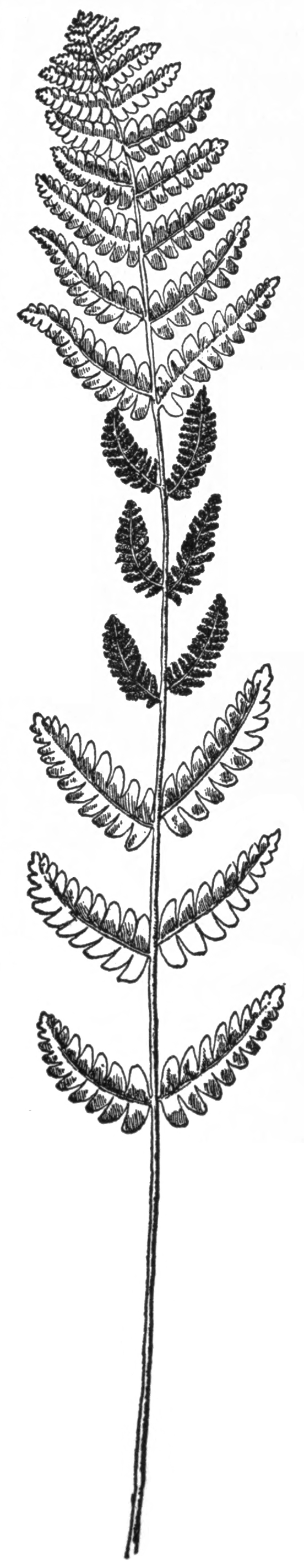
Fronde típica, com a forma de folha interrompida.

Claytosmunda é um género monotípico de pteridófitos da família Osmundaceae, cuja única espécie extante é Claytosmunda claytoniana, com distribuição circumboreal no Triássico, mas presentemente restrita à Ásia Oriental, Leste dos Estados Unidos e Leste do Canadá.

## Descrição

### Morfologia
As frondes de Claytosmunda claytoniana são bipinadas, com 40-100 cm de altura e 20-30 cm de largura, com a lâmina foliar formada por segmentos alternados formando uma estrutura arqueada que se estreita numa extremidade pontiaguda. A extremidade inferior é também ligeiramente mais fina do que o resto da fronde porque os primeiros segmentos são mais curtos. Três a sete segmentos férteis curtos, de cor canela, estão inseridos a meio do comprimento, o que dá o nome à planta.
Na ausência de pínulas férteis, a planta em todas as suas fases parece semelhante à espécie Osmundastrum cinnamomeum (feto-canela). A base dos segmentos distingue as duas espécies: onde o O. cinnamomeum tem os típicos tricomas de feltro, os poucos pêlos presentes na C. claytoniana são extremamente curtos, necessitando normalmente de uma lupa para serem vistos.
Como outras espécies da família Osmundaceae, produz um rizoma grande, com bases de estipa persistentes de anos anteriores. Forma pequenas e densas colónias clonais, espalhando-se localmente através do seu rizoma e formando frequentemente anéis de fadas.

### Ecologia e distribuição
A Claytosmunda claytoniana ocorre frequentemente em zonas húmidas, principalmente quando florestadas, mas também em habitats e biomas mais abertos, embora raramente em pântanos. O feto interrompido é frequentemente encontrado em conjunto com Matteuccia struthiopteris, Osmundastrum cinnamomeum e Onoclea sensibilis.
A espécie é conhecida a partir do registo fóssil como ocorrendo na Europa, mostrando assim uma distribuição circumboreal anterior. Fragmentos de folhagem semelhantes a Claytosmunda foram encontrados no registo fóssil desde o Triássico.
A distribuição natural da espécie na atualidade está limitada na América do Norte às seguintes regiões: (1) região dos Grandes Lagos, leste do Canadá - no sul de Manitoba, Ontário, Quebec (norte até à linha das árvores) e leste até à Terra Nova; (2) leste dos Estados Unidos - parte superior da Nova Inglaterra e para o sul através das Montanhas Apalaches e da costa atlântica, até à Geórgia, e para oeste através do sul dos Estados Unidos até ao rio Mississippi e através do Centro-Oeste dos Estados Unidos até aos Grandes Lagos.
Na Ásia, a espécie ocorre na Ásia subtropical e temperada, desde o leste dos Himalaias, sul da China Central e China Oriental, Taiwan, Península Coreana, ilhas Ryukyu e Japão.

## Taxonomia e filogenia
O epíteto específico tem como epónimo o botânico inglês nascido na Virgínia John Clayton . O nome comum de feto-interrompido descreve o espaço no meio da lâmina foliar deixado pelas porções férteis depois de murcharem e eventualmente caírem.
A espécie foi descrita pela primeira vez por Carl Linnaeus em 1753, como Osmunda claytoniana. Em 2005, a espécie foi reconhecida como sendo um diferente das outras espécies do género, sendo colocada num subgénero separado, Osmunda subgénero Claytosmunda. Em 2016, o subgénero foi elevado a um novo género, Claytosmunda, como parte da classificação do Pteridophyte Phylogeny Group (PPG I).
A mudança de género é reconhecida em algumas bases de dados taxonómicas. Outros colocam a espécie no género Osmundastrum. A mais antiga espécie conhecida de Claytosmunda é C. beardmorensis, do Triássico Médio da Antártida. O género Claytosmunda, quando se consideram os fósseis, é parafilético, já que alguns dos fósseis são provavelmente mais intimamente relacionados com os modernos géneros Osmunda e Plenasium do que com a moderna C. claytoniana.

### Espécies extintas
Estão identificadas as seguintes espécies fósseis:
- †C. beardmorensis (J.M.Schopf, 1978) (Triássico Médio: Antárctica Oriental).
- †C. chengii Blomfleur et al. 2017 (Jurássico Médio: Liaoning, China).
- †C. johnstonii (Tidwell, Munzing & M.R.Banks, 1991) (Jurássico Inferior: Tasmânia, Austrália).
- †C. embreii (Stockey & S.Y.Sm., 2000) (Início do Cretáceo: Califórnia, EUA).
- †C. liaoningensis (Wu Zhang & Shao-Lin Zheng, 1991) (Jurássico Médio: Liaoning, China).
- †C. nathorstii (C.N.Mill., 1967) (Palaeogeno: Svalbard).
- †C. plumites (N.Tian & Y.D.Wang 2014[a]) (Jurássico Médio: Liaoning, China).
- †C. preosmunda (Y.M.Cheng, Yu F.Wang & C.S.Li, 2007) (Jurássico Médio: Liaoning, China).
- †C. sinica (Y.M.Cheng & C.S.Li, 2007) (Jurássico Médio: Liaoning, China).
- †C. tekelili (E.I.Vera, 2012) (Cretáceo Inferior: Antárctica Ocidental).
- †C. wangii (N.Tian & Y.D.Wang, 2014[b]) (Jurássico Médio: Liaoning, China).
- †C. wehrii (C.N.Mill., 1982) (Mioceno: Washington, USA).
- †C. zhangiana Tian et al, 2021. (Jurássico Médio: Liaoning, China)[9]

### Híbridos
Osmunda × ruggii é um híbrido entre C. claytoniana e O. spectabilis. O híbrido é considerado importante porque sugere uma relação genética mais próxima entre C. claytoniana e O. spectabilis do que entre C. claytoniana e O. cinnamomeum (um facto que levou a retirar O. cinnamomeum de Osmunda e a colocá-lo no seu próprio género Osmundastrum).  O híbrido Osmunda × ruggii é estéril e só conhecido de duas populações naturais, apesar das muitas áreas em que coexistem populações de C. claytoniana como O. spectabilis.

## Etnobotânica
Os iroqueses usavam a planta como planta medicinal no tratamento de distúrbios sanguíneos e doenças venéreas.